# Gorges de Choleren
 (novembre 2021).
Les gorges de Choleren (en Suisse-allemand Cholerenschlucht, Cholereschlucht) sont des gorges situées sur la commune d'Adelboden, le long du Tschentbach, dans le canton de Berne, en Suisse.

## Géographie

### Situation
Les gorges, hautes d'environ 30 mètres et longues d'environ 100 mètres, se situent dans le Sud du canton de Berne, à une altitude variant de 1 186 à 1 100 mètres.

### Géologie
Les gorges de Choleren sont principalement constituées de dépôts morainiques, d'éboulis et de calcaire du Quaternaire.

## Activités

### Randonnée
Un sentier accessible uniquement à pied longe les gorges.